# Armin Gröpler

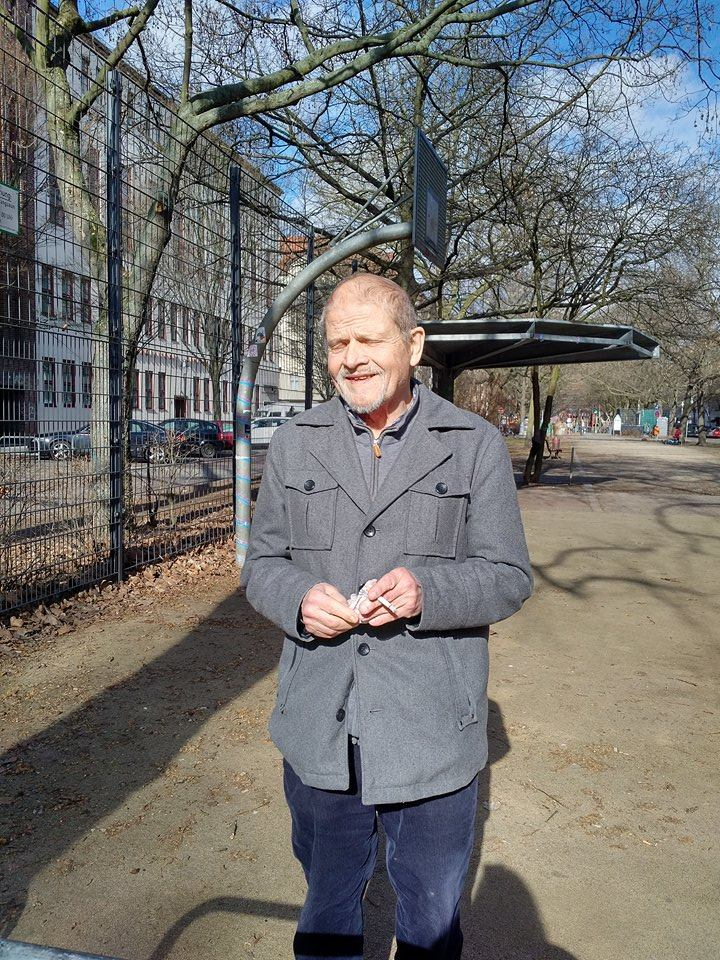
Armin Gröpler (2017)

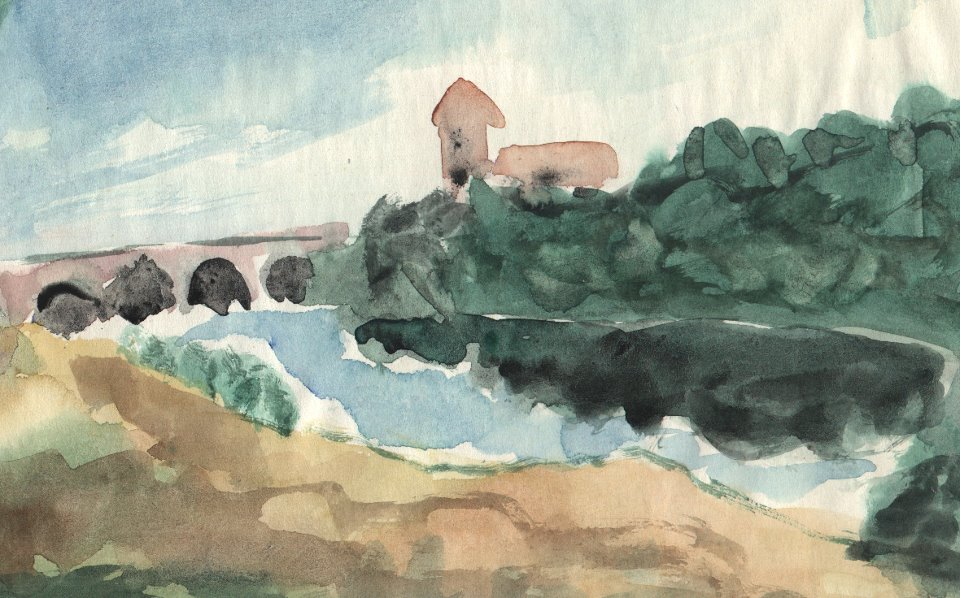
Aquarell

Armin Gröpler (* 11. Juli 1943 in Köthen; † 20. Dezember 2021 in Berlin) war ein deutscher Sänger, Opern-Regisseur, Gesangslehrer und Schauspieler.

## Leben
Nach einer Lehre als Betonbauer und seinem NVA-Wehrdienst studierte Gröpler von 1965 bis 1969 Gesang an der Hochschule für Musik in Dresden und debütierte an den Bühnen der Stadt Zwickau. Zwischen 1972 und 1974 war ihm wegen vermuteter Pläne für eine Flucht aus der DDR der Aufenthalt in Ost-Berlin verboten („Berlin-Verbot“). Nach einem postgradualen Studium der Opernregie in Berlin (1974–1977) arbeitete er zwischen 1977 und 1984 an verschiedenen Theatern der DDR als Regisseur im Bereich Musiktheater, unter anderem an den Häusern in Halberstadt und Bautzen sowie in Frankfurt an der Oder und Berlin.
Parallel war er gelegentlich als Filmschauspieler in DEFA-Produktionen tätig. In der für das Fernsehen der DDR produzierten Fernsehserie Hochhausgeschichten hatte er 1981 ebenfalls eine kleine Rolle als Möbelpacker.
1984 übersiedelte Gröpler in den Westen. Dort war er überwiegend an Musik- und Schauspielschulen und privat als Gesangslehrer tätig.
Gröpler hatte verschiedene Lehraufträge, unter anderem in den Jahren 2001–2006 im Bereich Puppenspiel an der Hochschule für Schauspielkunst „Ernst Busch“ Berlin.
Ab 1996 lebte Gröpler wieder im Stadtteil Prenzlauer Berg, ab 2005 in Berlin-Friedrichshain.
2001 war er neben ehemaligen DDR-Künstlern und -Oppositionellen wie Klaus Renft, Katja Lange-Müller und Jutta Voigt in Günter Kottes Dokumentarfilm „Lampion – c’est si bon“ zu sehen. Der Film behandelt mittels Interviews das Künstlerleben in der ehemaligen DDR anhand von Biografien der Gäste der inzwischen nicht mehr existierenden Puppenbühne und Szenekneipe „Lampion“ im Prenzlauer Berg.
2005 veröffentlichte Gröpler den Lyrik-Band „Berlin vom Dach“. Gröpler war auch als Zeichner und Maler tätig. Des Weiteren folgten im Jahre 2013 drei Gedichtbände mit farbigen Bildern: Der Philosoph, Der Misanthrop und Der Träumer.

## Filmografie
- 1980: Don Juan – Karl-Liebknecht-Str. 78
- 1981: Hochhausgeschichten (Fernseh-Mehrteiler, eine Folge)
- 1981: Jahreszeiten
- 1981: Darf ich Petruschka zu dir sagen?
- 1984: Front ohne Gnade (TV)
- 1986: Meier, Regie: Peter Timm
- 1992: Blauer Mohn, Regie: Petra Katharina Wagner